# Blanksjön, Jämtland
Blanksjön är en sjö i Åre kommun i Jämtland och ingår i Indalsälvens huvudavrinningsområde. Sjön har en area på 0,144 kvadratkilometer och ligger 815,7 meter över havet.

## Delavrinningsområde
Blanksjön ingår i det delavrinningsområde (708231-137195) som SMHI kallar för Utloppet av Blanksjön. Medelhöjden är 829 meter över havet och ytan är 0,95 kvadratkilometer. Det finns inga avrinningsområden uppströms utan avrinningsområdet är högsta punkten. Vattendraget som avvattnar avrinningsområdet har biflödesordning 3, vilket innebär att vattnet flödar genom totalt 3 vattendrag innan det når havet efter 315 kilometer. Avrinningsområdet består mestadels av kalfjäll (85 procent). Avrinningsområdet har 0,14 kvadratkilometer vattenytor vilket ger det en sjöprocent på 14,8 procent.